# Sankt Georgen am Kreischberg
Sankt Georgen am Kreischberg è un comune austriaco di 1 811 abitanti nel distretto di Murau, in Stiria. È stato creato il 1º gennaio 2015 dalla fusione dei precedenti comuni di Sankt Georgen ob Murau e Sankt Ruprecht-Falkendorf; capoluogo comunale è Sankt Georgen ob Murau.